# Municipio de Mad River (condado de Champaign)
El municipio de Mad River (en inglés: Mad River Township) es un municipio ubicado en el condado de Champaign en el estado estadounidense de Ohio. En el año 2010 tenía una población de 2821 habitantes y una densidad poblacional de 25,48 personas por km².

## Geografía
El municipio de Mad River se encuentra ubicado en las coordenadas 40°4′28″N 83°51′32″O / 40.07444, -83.85889. Según la Oficina del Censo de los Estados Unidos, el municipio tiene una superficie total de 110.71 km², de la cual 110,39 km² corresponden a tierra firme y (0,29 %) 0,33 km² es agua.

## Demografía
Según el censo de 2010, había 2821 personas residiendo en el municipio de Mad River. La densidad de población era de 25,48 hab./km². De los 2821 habitantes, el municipio de Mad River estaba compuesto por el 97,84 % blancos, el 0,64 % eran afroamericanos, el 0,18 % eran amerindios, el 0,28 % eran asiáticos, el 0,46 % eran de otras razas y el 0,6 % eran de una mezcla de razas. Del total de la población el 0,99 % eran hispanos o latinos de cualquier raza.